# Saison 16 de Doctor Who, première série
Chronologie
Saison 15 Saison 17
Cet article présente les épisodes de la seizième saison de la première série de la série télévisée Doctor Who. Intitulée "The Key to Time" ("La Clef du Temps"), cette saison est l'une des rares de la première série à couvrir un arc narratif le long de ses six épisodes. La Clef du Temps à laquelle le titre se réfère est un puissant artefact disséminé en six segments à travers l'univers que le Docteur, à la demande d'un Seigneur du Temps, le Gardien Blanc, doit récupérer avec l'aide de Romana.

## Distribution
- Tom Baker (V. F. : Jacques Ferrière) : Le Docteur
- Mary Tamm : Romana I
- John Leeson : K-9 Mark II

## Liste des épisodes
| N°  | Part. | Titre original                     | Scénario              | Réalisation           | Première diffusion au Royaume-Uni                                                              | Code | Audience (en millions) |
| --- | ----- | ---------------------------------- | --------------------- | --------------------- | ---------------------------------------------------------------------------------------------- | ---- | ---------------------- |
| 098 | 1     | The Ribos Operation (4 épisodes)   | Robert Holmes         | George Spenton-Foster | 2 septembre 1978 9 septembre 1978 16 septembre 1978 23 septembre 1978                          | 5A   | 8,3 8,1 7,9 8,2        |
| 099 | 2     | The Pirate Planet (4 épisodes)     | Douglas Adams         | Pennant Roberts       | 30 septembre 1978 7 octobre 1978 14 octobre 1978 21 octobre 1978                               | 5B   | 9,1 7,4 8,2 8,4        |
| 100 | 3     | The Stones of Blood (4 épisodes)   | David Fisher          | Darrol Blake          | 28 octobre 1978 4 novembre 1978 11 novembre 1978 18 novembre 1978                              | 5C   | 8,6 6,6 9,3 7,6        |
| 101 | 4     | The Androids of Tara (4 épisodes)  | David Fisher          | Michael Hayes         | 25 novembre 1978 2 décembre 1978 9 décembre 1978 16 décembre 1978                              | 5D   | 9,5 10,1 8,9 9         |
| 102 | 5     | The Power of Kroll (4 épisodes)    | Robert Holmes         | Norman Stewart        | 23 décembre 1978 30 décembre 1978 6 janvier 1979 13 janvier 1979                               | 5E   | 6,5 12,4 8,9 9,9       |
| 103 | 6     | The Armageddon Factor (6 épisodes) | Bob Baker Dave Martin | Michael Hayes         | 20 janvier 1979 27 janvier 1979 3 février 1979 10 février 1979 17 février 1979 24 février 1979 | 5F   | 7,5 8,8 7,8 8,6 9,6    |